# LiMo

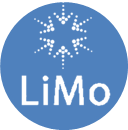
Limo Logo

La Fondazione LiMo (Linux Mobile) è un'alleanza fondata da Motorola, NEC, NTT DoCoMo, Panasonic Mobile Communications, Samsung Electronics, e Vodafone nel gennaio 2007, per sviluppare una piattaforma LiMo, una piattaforma per sistemi operativi per piccoli dispositivi basati su Linux.
Si sono aggiunti alla fondazione altre società tra cui Mozilla.
A febbraio 2009 viene annunciata la disponibilità con i primi telefoni cellulari con sistema operativo Linux per fine 2009. Nella seconda metà del 2009 Motorola annuncia il suo ritiro da LiMo e Windows Mobile per concentrarsi su Android. Dal 2012 gli sviluppatori di LiMo e MeeGo collaborano e realizzano il sistema Tizen.

## Membri

### Membri fondatori
- Motorola
- NEC
- NTT DoCoMo
- Orange
- Panasonic
- Samsung
- Vodafone

### Membri Core
- Access Co.
- Aplix
- Azingo
- LG Electronics
- McAfee
- Purple Labs
- SK Telecom
- Texas Instruments
- Verizon Wireless
- Wind River Systems

### Membri associati
- Acrodea
- AMD
- ARM Holdings
- Broadcom
- Ericsson
- ETRI
- FueTrek
- Huawei
- Infineon Technologies
- Innopath
- KTF
- Kvaleberg
- MontaVista Software
- Mozilla Corporation
- NXP Semiconductors
- Open Plug
- Red Bend Software
- Renesas Technology
- SAGEM
- Samsung SDS (Samsung Data System)
- SFR
- SoftBank
- STMicroelectronics
- Qt Software

## Telefoni cellulari

### NTT DoCoMo
FOMA by NEC:
- N905i
- N905μ
- N705i
- N705μ

FOMA da Panasonic:
- P905i
- P905iTV
- P705i
- P705μ

### Motorola
- ROKR U9
- ROKR E8
- ROKR Z6
- RAZR2 V8

### Samsung
- SGH-i800
- GT-I6410
- GT-I8320

### Purple Labs
- Purple Magic